# 나미키추오역
나미키추오역(일본어: 並木中央駅)은 일본 가나가와현 요코하마시 가나자와구에 있는 요코하마 신도시 교통 가나자와 시사이드 라인의 역이다. 역 번호는 5이다.

## 역 구조
고가역사이다. 중앙의 1선을 두고 섬식 승강장 2면이 있고, 각각의 승강장 외측에도 1개씩 있다. 중앙의 1선은 당역 시발, 도착 열차를 포함한 차량기지 입출고선이다.
역은 동쪽부터 순서대로 1, 2, 3, 4번 선이며, 2, 3번 선이 하나의 선로를 공유하는 형태이다. 1, 2번 선을 가나자와핫케이 방면 열차가 3, 4번 선을 신스기타 방면의 열차가 사용한다.
역사는 고가 밑, 노선 아래를 달리는 국도 357호선의 상공에 위치하고 있다. 승강장에서 에스컬레이터를 타면 계단과 역사와 연결되고 역사에는 자동 매표기(중간역에서 유일하게 정기권 구입 가능)와 자동 개찰기가 설치되어 있다. 당역에는 역무원이 배치되어 있으며, 역사 내부에 창구가 있으며 중간역 기기 원격 조작이나 감시 등을 당역에서 일괄 실시된다. 또, 열차 운행 관리 등은 본사 위층의 사령부가 갖고 있다.
역사에서 출구는 동서로 있다. 동쪽에는 역 동쪽 도로에 직접 연결되는 출구와 역사에서 북쪽으로 가는 역사 아래쪽에는 국도 357호선으로 나가는 출구가 있고 서쪽에는 국도 제357호선과 수도고속도로 완간 선을 지나 긴 통로에서 남북으로 출구가 있고, 이 통로에는 직접 역 서쪽에 있는 요코하마 시사이드 라인 본사로 연결되는 입구가 위치한다. 출구에 붙여진 이름은 동쪽이 "출구 1" 서쪽에서 북쪽으로 나가는 쪽이 "출구 2", 남쪽으로 나가는 쪽이 "출구 3"이다.

### 승강장
| 번호 | 노선          | 방향 | 행선                            |
| ---- | ------------- | ---- | ------------------------------- |
| 1・2 | 시사이드 라인 | 하행 | 핫케이지마・가나자와핫케이 방면 |
| 3・4 | 시사이드 라인 | 상행 | 신스기타 방면                   |

## 역 주변
- 요코하마 시사이드 라인 본사・차량 기지
- 가나가와 현립 가나자와 종합 고등학교
- 요코하마 시립 나미키추오 초등학교
- 가나자와 시사이드 타운
- 요코하마 가나자와 시사이드 타운 우체국
- 가나자와 스포츠 센터
- 리네츠 가나자와[1]
- 이온 가나자와 시사이드점
- 코스트코 홀세일
- 요코하마 미나미 세무서
- 수도고속도로 완간 선
- 국도 357호선

## 역사
- 1989년 7월 5일: 영업 개시.
- 2005년 3월 26일: 자동 매표기 갱신, 사용 개시.

## 사진

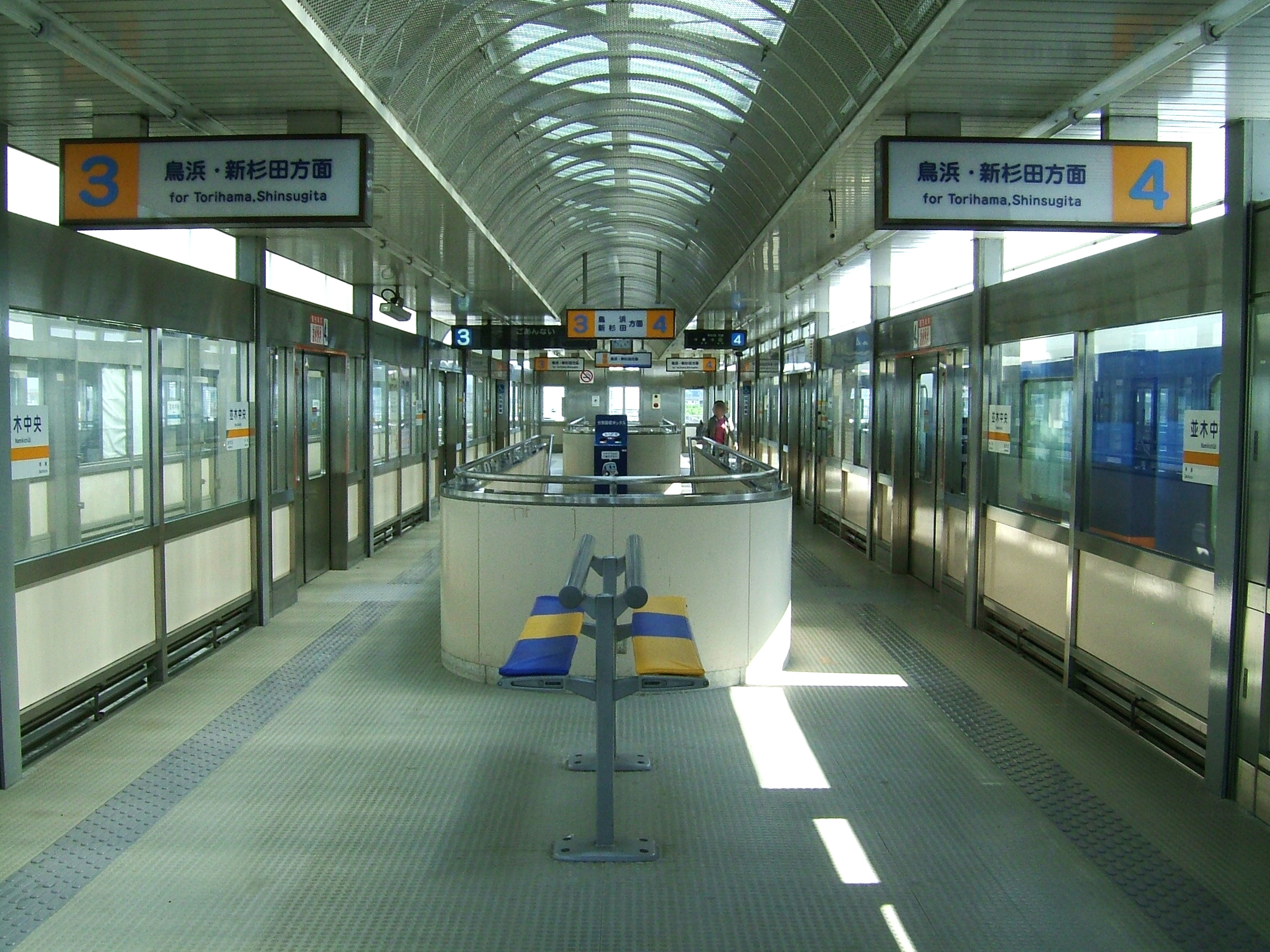
3,4번 승강장

## 인접역
| 요코하마 신도시 교통 가나자와 시사이드 라인 | 요코하마 신도시 교통 가나자와 시사이드 라인 | 요코하마 신도시 교통 가나자와 시사이드 라인 |
| ------------------------------------------- | ------------------------------------------- | ------------------------------------------- |
| 4 나미키키타 신스기타 방면                  |                                             | 사치우라 6 가나자와핫케이 방면              |